# Barchín
Barchín (en árabe: برشين‎; también escrito Barshín según la latinización) es una localidad de Siria ubicada en el Subdistrito de Ayn Halaqim; del distrito de Masyaf en la gobernación de Hama. Según la Oficina Central de Estadísticas, tenía una población de 1155 habitantes en el censo de 2004. Sus habitantes son predominantemente cristianos de la Iglesia greco-ortodoxa de Antioquía.
La localidad se destaca por el cultivo de manzanas y su pequeña infraestructura para el turismo en los paisajes de su entorno. 
Existe una importante comunidad del pueblo emigrada en Argentina, particularmente en la ciudad de Bahía Blanca.